# Mazurek (taniec stylizowany)

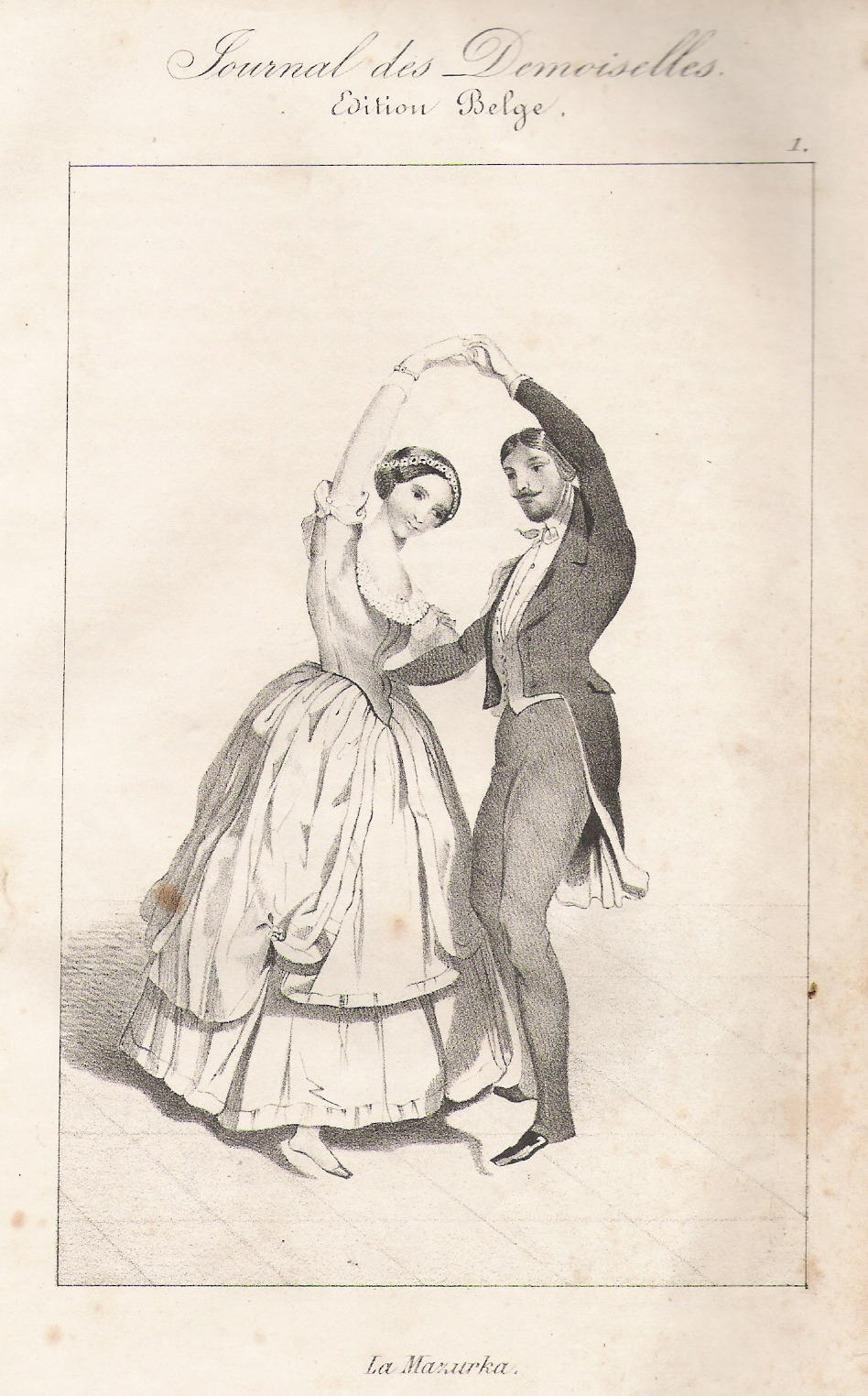
Mazurek; 1845

Fragment zapisu rytmicznego mazurka

Mazurek – stylizowana forma muzyczna oparta na jednym z trzech tańców: mazurze, oberku lub kujawiaku.
Zwykle w formie pieśni dwuczęściowej. Metrum nieparzyste 3/4 lub 6/8. Rytm synkopowany. Silne akcenty na drugą, a niekiedy na trzecią część taktu. W zależności od tańca, na jakim jest oparty, tempo od wolnego (kujawiak) do szybkiego (oberek). Forma mazurka stylizowanego posiada duże zróżnicowanie tempa i charakteru. W okresie romantyzmu mazurki komponowane przez twórców romantycznych swoim charakterem zbliżały się do liryki instrumentalnej i miały refleksyjny, melancholijny charakter.
Charakter mazurka jako stylizowanego tańca salonowego często nie pozwalał na wykorzystanie go jako muzyki do tańca. Miały na to wpływ głównie częste zmiany tempa, kontrastowa dynamika (np. piano pianissimo), zróżnicowana agogika (niekiedy bardzo przyspieszone tempa), zagęszczenie ornamentyki, zakłócającej podstawowy puls rytmiczny. Współcześnie pojawiły się interpretacje taneczne mazurka stylizowanego, wypływające z tańca improwizowanego.
W Polsce mazurki oparte na rytmice i melodyce ludowej komponowali Fryderyk Chopin, Karol Szymanowski, Oskar Kolberg. Polskim hymnem państwowym jest „Mazurek Dąbrowskiego” nieznanego kompozytora, pierwotnie wywodzący się z podlaskiej melodii ludowej.
W Rosji mazurki pisali:  Aleksandr Skriabin, Milij Bałakiriew, Piotr Czajkowski, Aleksandr Borodin i Michaił Glinka.
W Czechach mazurki komponowali: Bedřich Smetana, Antonín Dvořák oraz Bohuslav Martinů.
We Francji mazurki pisali: Claude Debussy, Maurice Ravel, Jacques Offenbach oraz Léo Delibes, którego jedyny mazurek do baletu Coppélia stał się bardzo popularny.